# Daubenhorn
Le Daubenhorn est un sommet des Alpes bernoises en Suisse. Il culmine à 2 941 mètres d'altitude.